# Лавеноне
Лавеноне (итал. Lavenone, ломб. Lainù) — коммуна в Италии, в провинции Брешиа области Ломбардия.
Население составляет 659 человек (2008), плотность населения составляет 21 чел./км². Занимает площадь 31 км². Почтовый индекс — 25070. Телефонный код — 0365.
Покровителем коммуны почитается святой апостол Варфоломей, празднование 24 августа.

## Демография
Динамика населения:

## Администрация коммуны
- Официальный сайт: https://web.archive.org/web/20060506183906/http://www.comune.lavenone.bs.it/